# Iuliu Veteranul
Iuliu Veteranul a trăit în secolele III – IV, fiind contemporan cu  mucenici Pasicrat și Valentin. A primit mucenicia în vremea marii persecuții din vremea împăraților Dioclețian și Maximian, în anul 304. Biserica Ortodoxă îl prăznuiește în ziua de 27 mai. Iuliu Veteranul este recunoscut ca martir de biserica ortodoxă, anglicană și catolică.

## Mucenicia
A efectuat un stagiu militar de 27 de ani, cel mai probabil în cadrul Legiunii a XI-a Claudia.
În vremea marii persecuții din anii 303-304, Iuliu, un soldat veteran,  a fost adus la judecată înaintea prefectului local Maxentius.  Iuliu era acuzat că nu voia să jertfească zeilor păgâni.
Procuratorul roman Maxentius a căutat mai întâi să-l convingă pe veteran să jertfească zeilor, promițându-i o leafă substanțială. Veteranul Iuliu a refuzat categoric să se lepede de credința sa în Hristos pentru bani. Sfântul i-a declarat dregătorului că era gata mai degrabă să moară pentru Hristos decât să asculte de legile păgâne care cereau aducerea de jertfe unor zei falși. Văzând curajul  și credința lui neclintită, dregătorul a poruncit să i se taie capul. Sfântul Iuliu Veteranul a primit astfel mucenicia pe 27 mai 304.

## Literatură
- L. Arik Greenberg: My Share of God's Reward. Exploring the Roles and Formulations of the Afterlife in Early Christian Martyrdom, Reihe: Studies in Biblical Literature - Band 121, Lang, New York, Bern, Berlin, Bruxelles, Frankfurt am Main, Oxford, Wien 2009, ISBN 978-1-4331-0487-9, S. 195–198.